# Junta do Comércio
A Junta do Comércio constituía um órgão do Estado Português, responsável pela regulação e fomento do comércio e da economia em geral.
A Junta foi inicialmente estabelecida em 1662, através da integração na Coroa da antiga Companhia do Comércio do Brasil, a qual havia sido criada em 1649.
Mais tarde e através do Decreto de 30 de setembro de 1755, o Rei D. José I voltou a criar a mesma com a designação de "Junta do Comércio deste Reino e seus Domínios", com sede em Lisboa. E tinha como objetivo de apoiar os homens de negócios e de fomentar e proteger o comércio. Foi criada em substituição da Mesa dos Homens de Negócios (designação assumida pela Confraria do Espírito Santo da Pedreira), da qual existiam queixas pelos abusos que cometia, instalando-se no local ocupado por aquela (atuais Armazéns do Chiado). Mais tarde, foi instalada no Torreão Norte do Terreiro do Paço.
O estatutos da Junta foram aprovados pelo Alvará de 16 de dezembro de 1756. Seria composta por um provedor, um secretário, um procurador, seis deputados, um juiz conservador e um procurador fiscal. Os deputados eram obrigatoriamente homens de negócios das praças de Lisboa e Porto.
Pelo Alvará de 5 de junho de 1788, foi-lhe concedido o estatuto de supremo tribunal, o que a colocava sob autoridade a imediata do Rei, passando a designar-se oficialmente "Real Junta do Comércio, Agricultura, Fábricas e Navegação destes Reinos e seus Domínios".
A Junta dispunha de atribuições governamentais e judiciais bastante alargadas, sobretudo no que diz respeito aos assuntos econômicos. Entre outras, exercia as funções de fiscalização do comércio e da indústria, de tribunal de comércio, de naturalização de estrangeiros, de administração e supervisão de fábricas do Estado, da administração dos faróis e de todos os assuntos relacionados com a navegação, da supervisão da Aula do Comércio, de órgão consultivo em relação à agricultura e minas e de corretora e provedora de seguros.
Em 1808, no dia 3 de agosto, foi reinstituída no Rio de Janeiro sob a designação de Tribunal da Junta do Comércio, Agricultura, Fabricas, e Navegacão, depois renovada em 14 agosto de 1809], e essa foi uma das principais medidas políticas e econômicas da corte portuguesa, ao desembarcar no Brasil. Essa medida foi responsável por desenvolver o comércio de pessoas escravizadas e lançar o Brasil para além da sua condição colonial. Ela era composta por um Presidente e dez deputados, vinculada ao Erário Régio. A ela ficaram subordinadas as Mesas de Inspeção. Ainda existia em 1816 no Rio de Janeiro. Em Portugal só foi extinta em 1834. 
Ao ser editado o Código Comercial pela lei 556, de 25 de junho de 1850, foi extinta a Real Junta do Comércio, Agricultura, Fábricas e Navegação, e suas Mesas Arrecadadoras, nas Províncias e criado o Tribunal do Comércio. Apesar de constituída como um tribunal superior régio, a junta acumulava funções judiciais e administrativas. Sua organização compreendia o Tribunal, a Secretaria e a Contadoria, além da Aula de Comércio e das Mesas de Contribuição e Inspeção. A junta começou a ser organizada também nas províncias da Bahia, Pernambuco e Maranhão, onde se estruturava de forma diferenciada: na Bahia e em Pernambuco, havia a Aula de Comércio e as Mesas de Contribuição e Inspeção e, no Maranhão, não fora instituída a Aula de Comércio, ainda que estivesse prevista. Tribunais esses que foram extintos em 1875, através do Decreto Imperial nº 2.662, de 9 de Outubro, e criadas sete Juntas Comerciais. Os outros Estados que não contemplavam essas Juntas ficavam sob a jurisdição desses.
Em, 1876 houve a criação das atuais Juntas Comerciais pelo Governo Imperial de D.Pedro II, através do Decreto do Poder Executivo nº 6.384, datado de 30 de novembro, assinado pela Princesa Izabel que naquela ocasião substituía o Imperador. Cada Junta recebeu jurisdição para atuar em distritos compreendidos pelas províncias da região.

## Histórico de Criação
JUCERJA

Criada pelo alvará de 23 de maio de 1808, a Junta Comercial do Estado do Rio de Janeiro, transformou se em autarquia estadual pela Lei nº 1289, de 12 de abril de 1988. 
JUCEPE 

Em 25 de junho de 1850, a Lei n.º 556 criou os Tribunais de Comércio na Capital do Império, Rio de Janeiro, e nas Capitanias de Pernambuco, Bahia e Maranhão. Em 1875, através do Decreto Legislativo n.º 2.662, o Tribunal do Comércio de Pernambuco passou a se chamar Junta Comercial. Atualmente, a Junta Comercial do Estado de Pernambuco, é uma autarquia estadual criada pela Lei n.º 5.792, de 30 de abril de 1966.
JUCEB

Originada no antigo Tribunal do Comércio da Bahia criado em 13 de dezembro de 1850, foi reestruturada em 16 de outubro de 1968 para auxiliar a administração pública estadual. Sofreu alterações para modernização com as leis 8.934 de 18 de novembro de 1994 e 6.962 de 1996.
JUCEMA

Na impossibilidade de encontrar o livro em que teriam sido lavrados os termos de posse e de instalação da Junta de Comércio da Província de São Luís, adotou o dia 31 de março de 1851, data do Termo de abertura do primeiro livro de registro dos títulos de matrícula dos comerciantes e dos agentes auxiliares do comércio como data de sua fundação.
A Criação da Junta Comercial do Maranhão na primeira década da República. Foi criada através da Lei estadual n.º 649, de 31 de março de 1913, e reorganizada pela 1.244, de 15 de abril de 1925. Extinta em 26 de junho de 1941, por força do Decreto n.º 503, cedeu lugar ao Departamento Estadual de Indústria e Comércio – DEIC, extinto, por sua vez, pela Lei 2.829, de 10 de maio de 1958. Referida lei, regulamentada pelo Decreto n.° 3.994, de 13 de julho de 1969, restabeleceu a Junta Comercial do Estado do Maranhão.
JUCEC

Criada pelo Decreto nº 6.384, de 30 de novembro de 1876, e instalada no ano seguinte, a Junta Comercial do Ceará, no dia 9 de maio comemora se a sua existência.
Através da Lei nº 9.781 de 29 de novembro de 1973, a Junta Comercial foi transformada em Autarquia Estadual.
JUCERGS

Pode-se afirmar que a história da Junta Comercial no Rio Grande do Sul começou duas vezes. A primeira ocorreu em 1852, com a criação da Junta do Comércio, na cidade de Rio Grande. Porém a vida desta Junta foi curta, pois em 1855 o Decreto n.º 1597 extinguia todas as Juntas de Comércio do Brasil. Em seu lugar era criada a Conservadoria de Comércio de Rio Grande. Em 1862 é criada também a Conservadoria de Porto Alegre. 
Dois fatos chamam a atenção na reconstituição histórica da primeira Junta Comercial. A sede original na cidade portuária de Rio Grande e o fato de, após sua extinção, seus serviços serem executados pela Tesouraria da Alfândega, indicam que o objetivo inicial das Juntas Comerciais estava voltado primeiramente para o registro e fiscalização do comércio externo, e não do comércio interno, como aliás, já havia acontecido nos primórdios do registro do comércio, onde o comércio externo se sobrepunha ao interno.
A segunda vez em que começa a história da Junta Comercial do Rio Grande do Sul só veio a ocorrer vinte e dois anos depois da extinção da Junta Comercial de Rio Grande, em 1855, com a recriação das Juntas Comerciais do Brasil, através de um Decreto assinado em 1876, pela Princesa Isabel. Em seu início a Junta Comercial de Porto Alegre tinha jurisdição para atuar sobre os atuais territórios do Rio Grande do Sul, Santa Catarina e Mato Grosso. Permanece uma interrogação sobre a existência de escritórios fora do Rio Grande do Sul ou se o trabalho era todo centralizado em Porto Alegre. As respostas ainda são pouco esclarecedoras. Muito provavelmente, como previa a legislação e acontecia em outras partes do Brasil, fora das sedes das Juntas Comerciais o trabalho de registro do comércio era realizado pelas Inspetorias Comerciais, Mesas de Renda ou Tesourarias da Alfândega, e, através de uma dessas instituições, a Junta Comercial de Porto Alegre exercia a sua jurisdição sobre o território de Santa Catarina. Até que este Estado viesse a ter sua própria autonomia em 1893.
A alteração do nome da Junta Comercial de Porto Alegre indica apenas uma mudança de nome e provavelmente a redução de sua área de abrangência e não o início de uma nova instituição. Ou seja, deve ficar claro que a verdadeira história da Junta Comercial do Rio Grande do Sul começa em 24 de maio de 1877. A denominação “Junta Comercial de Porto Alegre" vai até 1925, passando então para Junta Comercial do Rio Grande do Sul.
JUCEPA

A Junta Comercial do Estado do Pará, foi criada na Província do Pará, pelo Governo Imperial de D.Pedro II, através do Decreto do Poder Executivo nº 6.384, datado de 30 de novembro de 1876. Denominada, inicialmente, de Junta Comercial da Província do Pará, substituiu o antigo Tribunal do Comércio, tendo suas atividades iniciadas em 30 de maio de 1877 como órgão integrante do Governo Imperial e pela Lei Estadual n. º 4.414 de 24 de outubro de 1972, regulamentada pelo Decreto n. º 8.358 de 23 de maio de 1973 passou a integrar a administração Indireta como Autarquia Estadual.
JUCESP 

Foi fundada em 19 de julho de 1890, e a marca mais antiga encontrada no acervo data de 10 de junho de 1891.
JUCEA 

A Junta Comercial do Estado do Amazonas foi criada pela Lei n° 29 de 14 de dezembro de 1891.
JUCEPAR 

A Junta Comercial do Paraná, criada pela Lei estadual nº 32 de 2 de julho de 1892 e autarquizada pela Lei Estadual nº 7039 de 19 de outubro de 1978.
JUCEPI 

A Junta Comercial do Estado do Piauí é uma autarquia estadual criada pela Lei Estadual nº. 4.541, de 28 de dezembro de 1892 e vinculada à Secretaria do Desenvolvimento Econômico e Tecnológico.
JUCESC

A Junta Comercial do Estado de Santa Catarina foi criada pela Lei n.O 68, de 16 de maio de 1893 e é uma Autarquia Estadual com autonomia financeira outorgada pela Lei n° 7165, de 23 de dezembro de 1987.
JUCEAL 

Durante muitos anos do século XIX, Maceió foi sede da Inspetoria Comercial, que assumiu as atribuições dos antigos Conservadores do Comércio. O cargo de Inspetor Comercial era honorífico, cabendo a ele somente os emolumentos sobre as rubricas de livros.
A Lei nº 28 de 26 de maio de 1893, fundou a Juceal, tendo em vista atender às necessidades dos comerciantes locais, que precisavam se deslocar até a capital de Pernambuco para fazer o registro de suas empresas.
JUCEMG 

Em 1876 foram extintos os tribunais de comércio e instituídas Juntas e Inspetorias Comerciais no Brasil. Minas estava sob a jurisdição da Capital Federal, na época o Rio de Janeiro.
Por meio do Decreto nº 596/1890, foi criado o Registro de Firmas, fixando a respectiva competência diretamente às Juntas Comerciais.
No dia 5 de julho de 1893, foi instituída pela Lei nº 51 a Junta Comercial do Estado de Minas Gerais, com sede em Ouro Preto. 
JUCEP 
 
A Junta Comercial do Estado da Paraíba, sua criação se deu em 9 de outubro de 1893, através da Lei Estadual nº 18/1893. Funcionado o primeiro ano de sua existência provisoriamente na cidade de Recife-PE. Instalando-se posteriormente na Associação Comercial da Paraíba, nesta Capital, e depois na Rua Duque de Caxias. E só no ano de 1985, tem finalmente a sua sede, a qual funciona até a presente data em João Pessoa-PB.
JUCERN 

A Junta Comercial do Estado do Rio Grande do Norte é uma instituição secular, nascida em 13 de setembro de 1899, com o advento da Lei Estadual nº 132. Com a Lei Estadual nº 3.715, de 10 de dezembro de 1968, ela é transformada em autarquia.
JUCEG 

Entre 1890 e 1900, quem quisesse registrar uma empresa em Goiás teria que se deslocar até o Rio de Janeiro ou a São Paulo para efetuar o cadastro.
A Junta Comercial do Estado de Goiás foi criada pela Lei nº 213 de 12 de julho de 1900. A criação do órgão ocorreu uma década depois da publicação do decreto que cria o registro de firmas ou razões comerciais (Dec. 916, de 24 de outubro de 1890).
JUCEES

Criada pela Lei Estadual N.º7, de 10 de novembro de 1.908, com sede e foro em Vitória e competência para todo o Estado do Espírito Santo. Durante 59 anos, pertenceu à Administração Direta e, desde o advento da Lei n.º2.297 de 19 de julho de 1967, durante, transformou-se em Autarquia Estadual.
JUCEAC

A Junta Comercial do Estado do Acre foi instituída pela Lei nº 04 de 26.07.1963 e reestruturada pela lei estadual nº 944 de 27.06.1990.
JCDF

A Junta Comercial do Distrito Federal foi criada pela Lei nº 4.726 de 13 de julho de 1965, e regulamentada pelo Decreto nº 62.037 de 29 de dezembro de 1967.
JUCER 

Criada na época do ex-Território Federal de Rondônia, através do Decreto nº 476-A, de 16 de setembro de 1966. Em decorrência da criação do Estado de Rondônia, em 22 de dezembro de 1981, foi transformada em Autarquia pela Lei Estadual nº 074, de 3 de dezembro de 1985, regulamentada pelo Decreto nº 2.860, de 4 de fevereiro de 1986.
JUCEMAT

Junta Comercial do Estado de Mato Grosso, autarquia criada pela Lei 2.858 de 9 de outubro de 1968.
JUCAP

A Junta Comercial do Estado do Amapá foi criada por meio do Decreto nº 005, de 9 de maio de 1973, publicado no Diário Oficial do então Território Federal do Amapá.
Em 1989, ela foi transformada em autarquia, através do Decreto nº 0268, de 13 de dezembro de 1991.
JUCETINS

Criada em 23 de janeiro de 1989, pela Lei Estadual nº 7, a Junta Comercial do Estado do Tocantins.
JUCERR

A Junta Comercial do Estado de Roraima foi criada em 16 de Janeiro de 2003.